# Sarah Silverman
Sarah Kate Silverman (Bedford, Nuevo Hampshire; 1 de diciembre de 1970) es una comediante en vivo, actriz y escritora estadounidense. Hizo sus estudios de secundaria en la Derryfield School de Mánchester (Nuevo Hampshire), y vivió en Bedford (Nuevo Hampshire).
En su comedia satírica trata los tabúes sociales y asuntos polémicos como el racismo, el sexismo y la religión.
Hace a veces representaciones cómicas desde la caricaturización o con el estereotipo de princesa judeo-estadounidense, en el cual, según el escritor Michael Musto de The Village Voice, finge intolerancia religiosa y estereotipos étnicos o de corte religioso que abraza irónicamente.

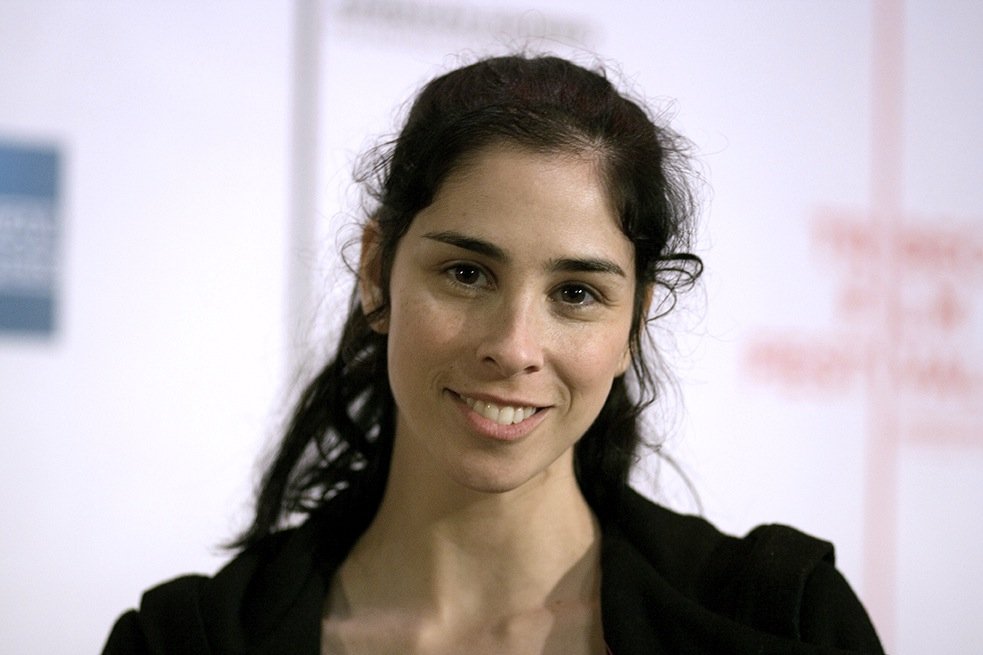
Sarah Silverman en el Festival de Cine de Tribeca de 2007.

Protagonizó y produjo The Sarah Silverman Program, el cual debutó el 1 de febrero de 2007 en Comedy Central. Más tarde, en 2012, participó en la película de animación Wreck-it Ralph dando voz a Vanellope von Schweetz.

## Carrera
Ganó fama nacional después de ganar un papel en las temporadas de 1993-1994 de Saturday Night Live. Fue una escritora e intérprete estelar en ese entonces, pero fue despedida después de una temporada porque sólo había escrito un bosquejo que sobrevivió a través del dress rehearsal y ninguno de los que hizo se transmitieron. Bob Odenkirk, antiguo escritor de SNL que conocía su acto de comedia stand-up en Los Ángeles, contó por qué fue despedida: 
"I could see how it wouldn't work at SNL because she's got her own voice, she's very much Sarah Silverman all the time. She can play a character but she doesn't disappear into the character —she makes the character her-" (Era previsible que no funcionara en SNL porque tiene su propia voz, es muy Sarah Silverman todo el tiempo. Puede interpretar un personaje, pero no se mete en el personaje —hace que el personaje sea ella-).
Silverman indicó que fue despedida de SNL de una manera indigna (vía fax) y que el disgusto la engrandeció. La situación fue parodiada cuando apareció en el episodio "The New Writer" de The Larry Sanders Show, en el cual aparece como la nueva escritora del personal de Larry y sus chistes no se usaron por el chovinismo, la desconsideración por las comediantes femeninas y los posibles prejuicios del principal escritor hombre de la comedia que favorece las bromas de los demás escritores hombres.
Entonces se trasladó al show de comedia de sketch Mr. Show de la HBO, donde fue una intérprete estelar. Apareció como invitada en varios programas, tales como el episodio "The Money" de Seinfeld en 1997, el bipartito episodio Future's End sobre un viaje a través del tiempo en Star Trek: Voyager y como una serie regular en la TV presentándose en Greg the Bunny (2002), interpretando personajes serios, así como dando voz al personaje "Hadassah Guberman" de Crank Yankers, comedia de televisión de títeres con un toque de salacidad. 
Ha tenido pequeños papeles en varias películas como There's Something About Mary, Dime que no es verdad, Escuela de Rock, The Way of the Gun, Overnight Delivery, Screwed, Heartbreakers, Evolution, School for Scoundrels y Rent, interpretando una mezcla de roles cómicos y serios. 
El 11 de noviembre de 2005, su acto de comedia stand-up (one-woman show) se lanzó como un filme característico, Sarah Silverman: Jesus Is Magic. Como parte de la campaña publicitaria de la película, hizo varias apariciones de alto perfil, incluyendo vía online en Slate, en la portada de la revista Heeb y actuando en las roasts de Comedy Central de Pamela Anderson y Hugh Hefner.
En Jimmy Kimmel Live parodió sketches de Chappelle's Show como un punto de vista de lo que sucedería si hubiese interpretado a Rick James, Tyrone o las Pilot Boy Productions, pero con la insignia de Pilot Girl Productions. El segmento está basado en el popular rumor de que Silverman es un reemplazo previsto para Dave Chappelle después del fracaso de su conocida serie Chappelle's Show.
El 12 de marzo de 2006 apareció en la portada de The Observer, revista dominical de Londres, con en artículo "If women aren't funny, how come the world's hottest, most controversial comedian is female?" (Si las mujeres no son divertidas, ¿cómo es que la comediante más candente y controvertida del mundo es una mujer?).
En 2006, se posicionó en el #50 de la Hot 100 List anual de la revista Maxim.
En 2007, se posicionó en el #29 y apareció en la portada de la Hot 100 List expedida por Maxim.

## Controversias
Silverman levantó cierta polémica al decir "chink" (insulto racista en inglés) durante una entrevista de Late Night with Conan O'Brienel 11 de julio de 2001. Silverman contó que un amigo la había aconsejado escribir un comentario racista en el formulario de selección para no actuar como jurado: "something inappropriate, like 'I hate chinks'" (algo inapropiado, como 'odio a los chinos'). 
Sin embargo, Silverman terminó diciendo que no quería que creyesen que era racista, así que dijo, "I wrote 'I love chinks' – and who doesn't?" (Escribí: 'Amo a los chinos'; ¿quién no?). A pesar de que dijo estar satirizando el pensamiento racista, Guy Aoki, co-fundador y jefe de la Media Action Network for Asian Americans (MANAA), no lo aceptó y dijo que la transmisión de la NBC era imperdonable.
La NBC y O'Brien publicaron una disculpa, pero Silverman no lo hizo, apareciendo más adelante en Politically Incorrect el 26 de julio y el 22 de agosto de 2001. Durante el primer episodio, la actriz Kelly Hu dijo que entendía la broma y no se lo tomó en cuenta. 
Silverman cuestionó la sinceridad de Aoki, acusándola de aprovechar la oportunidad para publicitarse profesionalmente. Durante el segundo episodio, Aoki apareció con Silverman y dijo que no aceptaba la explicación de Silverman, que no fue una exitosa sátira, que debería haber sustituido "chink" por "persona china", y que los comediantes tienen que consultar con colectivos como el suyo antes de hacer bromas así. Silverman dijo que en una entrevista con Fresh Air de la NPR le pidieron repetir la broma en el programa Politically Incorrect, entre otros lugares, pero que al final quitó la broma de sus actuaciones porque le pareció que se estaba pasando.
Desde entonces, Silverman ha vuelto a la crítica en sus actuaciones, donde dice que la experiencia le enseñó que el racismo es malo: "And I mean bad, like in that black way" (Y quiero decir malo, como de manera negra). Su espectáculo hace levantar de la silla a los espectadores cuando hace comentarios racistas de forma irónica pero aparentando seriedad:
"Everybody blames the Jews for killing Christ, and then the Jews try to pass it off on the Romans. I'm one of the few people who believe it was the blacks" (Todos culpan a los judíos de matar a Cristo, y luego ellos tratan de echarle la culpa a los romanos. Yo soy una de las pocas personas que creen que fueron los negros).
"I was raped by a doctor, which is so bittersweet for a Jewish girl" (Fui violada por un doctor, lo que es tan agridulce para una chica judía).
"Everyone knows that the best time to get pregnant is when you're a black teenager" (Todos saben que el mejor momento para quedarse embarazada es cuando eres una adolescente negra).
“Nazis are assholes”, she repeats for added effect. “They’re cute when they’re little. Why can’t they just stay small?…” Her smile disappears. “But the Holocaust isn’t always funny. And I will tell you something that I truly believe: that if black people were in Germany during World War II, the Holocaust would have never happened”. She pauses. “Or, not to Jews…” (“Los nazis son imbéciles”, repite para darle más énfasis. “Son lindos de pequeños. ¿Por qué no pueden quedarse así?…” Su sonrisa desaparece. “Pero no todo del Holocausto es divertido. Os diré algo que realmente creo: que si los negros hubieran estado en Alemania durante la Segunda Guerra Mundial, nunca habría ocurrido”. Hace una pausa. “O, por lo menos, no a los judíos…”).
Otro momento clásico de Silverman es al que Paul Provenza llamó una "desconcertante e incómoda" presentación de la broma infame llamada The Aristocrats en su documental homónimo. En su versión, ella acusa a Joe Franklin de violarla, manteniendo en todo momento una expresión totalmente seria. Después del estreno del filme, Franklin se sintió ofendido por la actuación de Sarah, preocupado de que pudiera dañar su reputación y consideró demandarla hasta que se convenció de que sólo había sido un chiste.
Se dice también que en los MTV VMA'S de 2007, momentos antes de la salida de Britney Spears, le dijo que sus hijos eran "el error más bonito de su vida".

## Vida personal
Nació en una familia judía. Es fan de Jenny Lewis y apareció en uno de sus vídeos musicales. También es fanática del cómico Steve Martin, que fue una de sus grandes inspiraciones para hacerse cómica.
Ha contado que tiene depresión clínica, con ataques de pánico emocional y que toma sertralina por prescripción médica. Es abstemia porque el alcohol le da náuseas, pero fuma marihuana al menos cuatro días a la semana.
No quiere casarse hasta que las parejas del mismo sexo lo puedan hacer. No quiere hijos biológicos porque sería "egoísta", ya que "hay millones de niños sin padres" y para evitar que heredasen su depresión. En 2017, Silverman dijo que priorizó su carrera artística, constantemente en gira, en lugar de la maternidad.
Le gusta jugar al scrabble en Internet, siendo Alyssa Milano una de sus rivales habituales, ya que viven en el mismo edificio.
En una de sus apariciones en el programa de radio de Howard Stern dijo que estaba saliendo con Dave Attell. 
También salió con Colin Quinn durante su carrera en Saturday Night Live. La información está basada en un rumor por ambas partes. En su primera aparición en el show de Stern en junio de 2001, dijo que estaba saliendo con alguien llamado Tom que escribía para SNL y Michael Moore.
De 2002 hasta 2009, tuvo una relación con Jimmy Kimmel, director de Jimmy Kimmel Live. Lo menciona en algunas partes de sus cómics:
"I'm Jewish but, I wear this Saint Christopher medal sometimes, my boyfriend is Catholic—but you know... it was cute the way he gave it to me. He said if it doesn't burn a hole through my skin it will protect me" (Soy judía, pero a veces llevo esta medalla de San Cristóbal, mi novio es católico—pero ya sabes... fue bonita la manera en que me la dio. Me dijo que si no me hace un agujero en la piel, me protegerá)".
"I'm not going to make fun of Jimmy anymore because he might withhold his tiny penis from me" (No voy a reírme más de Jimmy porque podría privarme de su diminuto pene).
Silverman y Jimmy Kimmel se separaron en marzo de 2009.

## Vídeo con Matt Damon
Silverman protagonizó un vídeo musical con Matt Damon en el que cuenta que tuvo relaciones sexuales con él. El vídeo se hizo viral y fue tan popular que la película Disaster Movie la incluyó en una escena con cambios en la letra. La canción está en YouTube con 26.074.677 vistas hasta el momento.
Al momento de subir el vídeo, salía con Jimmy Kimmel, que le respondió con un musical similar con Ben Affleck de protagonista, el cual paródicamente es "Fucking Ben Affleck".

## Trivia
- Fue la estrella invitada en el capítulo 12 de la segunda temporada de Monk,[14] interpretando a una fanática obsesionada y asistente del ficticio detective. La serie destacó por tener mucho meta-humor, del cual ella tuvo una parte principal.
- Interpreta a Reny Robinson, estudiante de comunicaciones del siglo XX en Star Trek Voyager (capítulos 8 y 9 de la tercera temporada, "el fin del futuro").
- En The Howard Stern Show, admitió luchar contra la enuresis nocturna de adolescente.[15] Dijo que la última vez que mojó la cama fue al ser despedida del Saturday Night Live.[16]
- En un episodio de Seinfeld, interpretó a la novia de Kramer, la cual sufría de "piernas de Jimmy", médicamente conocido como síndrome de movimientos periódicos de las piernas.
- Según el comentario de audio del DVD de Clerks II, el director Kevin Smith le ofreció el rol que terminó siendo de Rosario Dawson. Silverman lo rechazó por miedo a personificar "roles de novia". Sin embargo, le dijo a Smith que el papel era "muy divertido" y que lo haría sin pensarlo si le diesen el rol de Randall Graves.
- Apareció como ella misma en la serie de HBO, Entourage, hablando con Ari Gold en el camerino de Jimmy Kimmel Live.
- La comediante Tig Notaro es una de sus mejores amigas en The Advocate.[17]
- Dio voz a una antigua novia de Fry en un episodio de Futurama.
- En el episodio "Pipe Camp" de Tom Goes to the Mayor, se puso un fatsuit para interpretar a Barb Dunderbarn, la consejera del campo.
- Dio voz a la prima con retraso mental de la Princesa Clara, Bleh, en la serie animada Drawn Together.
- Apareció en uno de los primeros capítulos de JAG de 1997 ("Blind Side") como la teniente Tina Schiparelli.
- Durante una entrevista de Rolling Stone bromeó al decir: "I didn't lose my virginity until I was twenty-six. Nineteen vaginally, but twenty-six what my boyfriend calls 'the real way'" (No perdí la virginidad hasta los veintiséis. La vaginal fue a los diecinueve años, pero lo que mi novio llama 'la verdadera manera' no fue hasta los veintiséis).
- Interpretó al personaje Robositter en un episodio de Aqua Teen Hunger Force.
- Presentó los MTV Movie Awards 2007 el 3 de junio de 2007.